# Alytus (stacja kolejowa)
Alytus – stacja kolejowa w Olicie, w okręgu olickim, na Litwie.
Otwarta została 20 czerwca 1984 roku, po zamknięciu starego dworca. Stacja pasażerska działała przez 17 lat. Pociągi osobowe nie są już uruchamiane od 23 marca 2001 r., od tego czasu służy jako stacja towarowa.

## Linie kolejowe
- Szostaków – Olita